# Creuzburger Werratal-Hänge
Unter der Bezeichnung Creuzburger Werratal-Hänge wurden die Naturschutzgebiete „Lienig“, „Klosterholz und Nordmannssteine“ und „Ebenauer Köpfe“ zusammengefasst und mit ihrer besonderen naturschutzfachlichen Bedeutung als ein Fauna-Flora-Habitat-Gebiet in das europaweite Schutzgebietssystem Natura 2000 integriert. Wegen seines geologischen Untergrunds, der unterschiedlichen Höhenlagen und Klimaverhältnisse, der Vegetation mit ihrem Orchideenreichtum sowie der artenreichen Laubmischwälder gilt dieser Bereich im westlichen Thüringen als ein besonders schützenswerter Naturraum.

## Lage
Bei Creuzburg, im Nordwesten des thüringischen Wartburgkreises, hat sich die Werra durch die dort anstehenden Muschelkalkrandplatten des Thüringer Beckens gegraben und so ein canyonartiges Tal geschaffen, in dem sich eng geschwungene Talmäander mit steilen, felsigen Prallhängen und flacheren Gleithängen ausgebildet haben. Die geschützten Hänge befinden sich in drei Teilgebieten zwischen Creuzburg und Mihla, die auf einer Höhe von 198 m bis 376 m liegen. Administrativ gehören sie zum Amt Creuzburg, einer Stadt, die durch den Zusammenschluss von Creuzburg mit den Gemeinden Ebenshausen und Mihla entstanden ist. Das Amt Creuzburg ist der Sitz der Verwaltungsgemeinschaft Hainich-Werratal.
Nach der naturräumlichen Gliederung Deutschlands, die auf der Geografischen Landesaufnahme des Instituts für Landeskunde Bad Godesberg basiert, gehören die Bereiche des FFH-Gebiets zu dem Creuzburger Werradurchbruch (483.44), der nach Westen in den Nördlichen Ringgau (483.43) übergeht. Südlich grenzt hier die lang gestreckte Netra-Ifta-Talung (483.42) an. Östlich des Durchbruchs ragen die Flächen in die Mihlaer Hochfläche (483.43). Sie sind alle Teileinheiten der Nordwestlichen Randplatten des Thüringer Beckens (483).

Das innerthüringische, nur landesweit einteilende System der Landesanstalt für Umwelt und Geologie ordnet das FFH-Gebiet der Einheit Werrabergland-Hörselberge (3.3) in der Landschaft Muschelkalk-Platten und -Bergländer zu.

## Geologie

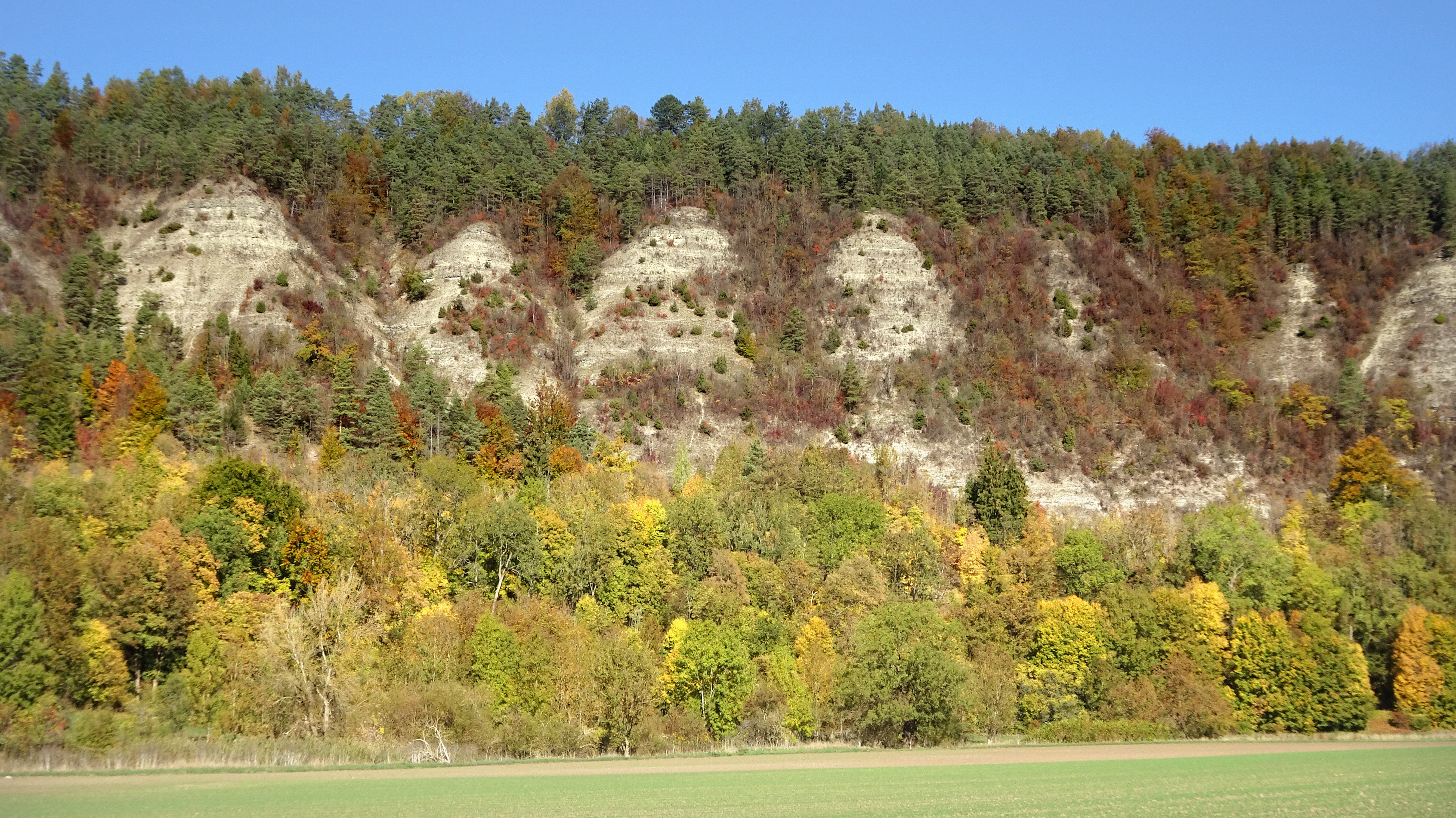
Die Muschelkalksteilhänge der Ebenauer Köpfe

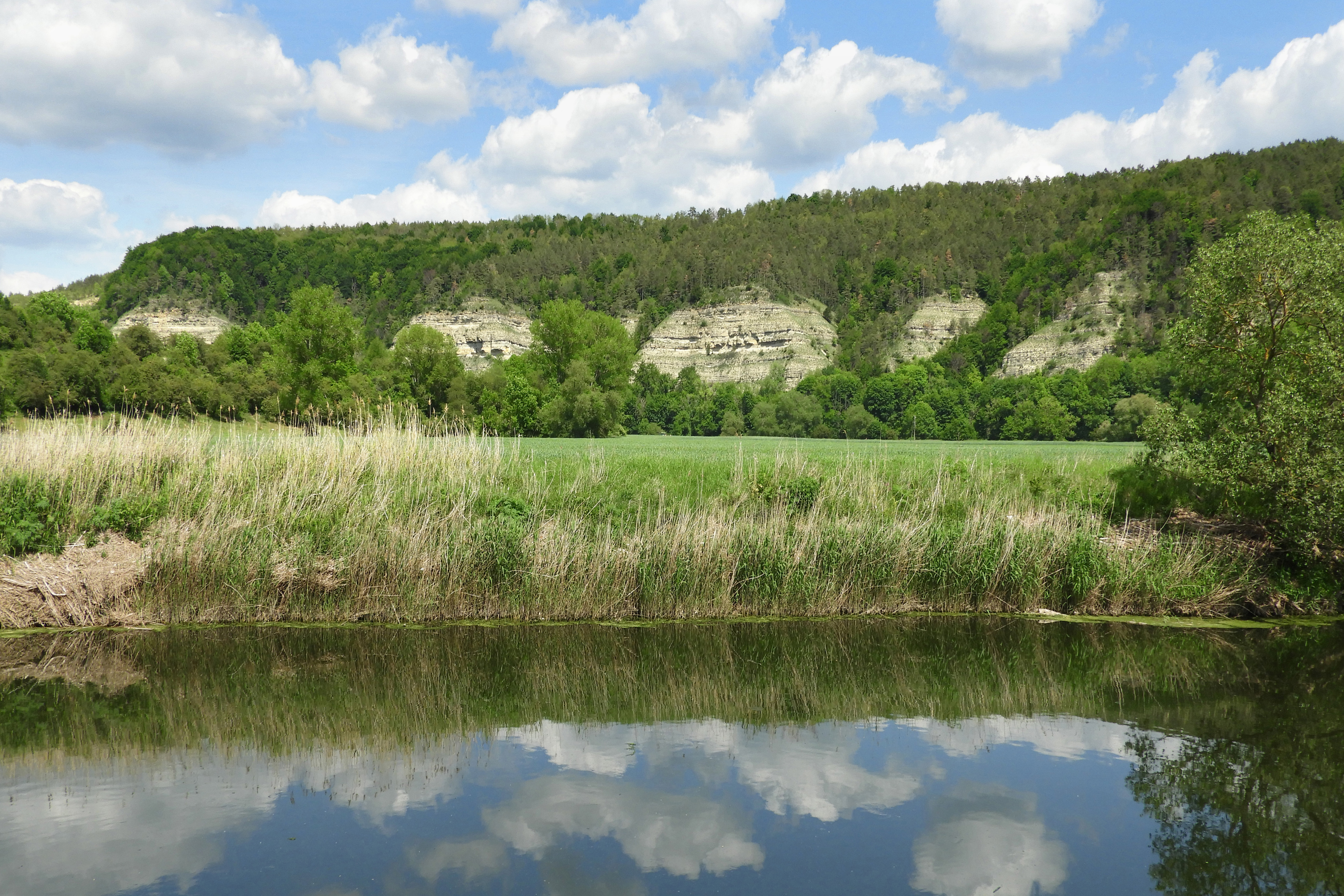
… und der Nordmannssteine im Schutzgebiet.

Das Teilgebiet der „Ebenauer Köpfe“ wird von den nach Süden gerichteten schroffen Felsen des Prallhangs der Werra geprägt. Mit einer Höhe von über 110 m steigen sie linksseitig des Flusses mit Neigungen von 30 bis 40 Grad steil an. Am Hang stehen die Wellenkalkbänke des Unteren Muschelkalks mit eingelagerten harten Partien an, die als Felsleisten herausgewittert sind. Oberhalb des Steilhangs schließt sich ein flacherer Oberhang an, der aus Mittlerem Muschelkalk besteht und weiter nordwestlich, im Bereich einer Verwerfung, ist kleinflächig noch der Grenzdolomit des Unteren Keupers sowie Trochitenkalk und Ceratitenschichten des Oberen Muschelkalks vorhanden. In diesem Oberhangbereich sind tonig-steinige Lehmböden verbreitet. Die südwestliche Grenze des Schutzgebiets bildet der Meßtalsgraben, ein tiefes und steil eingeschnittenes Erosionstal.
Das Landschaftsbild des gegenüberliegenden Teilgebiets bestimmen die fast senkrechten, nach Westen bis Südwesten exponierten Felswände der „Nordmannssteine“, mit markanten Runsen, Felsleisten und Felsüberhängen. An ihren Steilhängen ist das Schichtpaket des Wellenkalks und an den flacher werdenden Oberhängen die Dolomit- und Mergelsteine des Mittleren Muschelkalks aufgeschlossen. Den Abschluss des rechtsseitigen Prallhangs bildet ein Steilhang, der durch den Abbau von Kalkstein eines ehemaligen Steinbruchs entstanden ist und ein Gleithang, an dem terrassenförmig Absetzteiche für Ablaugen der ehemaligen Sodafabrik Buchenau sowie Halden aus Steinbruchabraum angelegt wurden.
Nordöstlich der Nordmannssteine schließt sich der mehr als ein Kilometer lange Prallhang des „Lienig“ an, der mit 20 Grad mäßig steil aus der Aue aufsteigt und bei 270 m in eine Hochfläche übergeht. Die elf unterschiedlich tiefen, kerbförmigen Runsen, die ihn gliedern, entstanden durch die erodierende Wirkung des Wassers, das bei Starkregen und Schneeschmelze von den oberhalb gelegenen landwirtschaftlichen Flächen in das Tal strömt. Den Hang bauen die mittleren und oberen Folgen des Muschelkalks auf: Unten lagern dolomitisch-mergelige Kalkplatten des Mittleren Muschelkalks, darüber Trochitenkalk, auf den Oberer Muschelkalk folgt.
Die Bodenarten und ihre Gründigkeit hängen im Schutzgebiet sowohl vom Ausgangsmaterial als auch von der Lage im Gelände ab. Auf den stark geneigten Hanglagen und Steilhängen haben sich kalkreiche Lehmböden mit hohem Skelettanteil ausgebildet, die aus Gesteinen des Unteren Muschelkalks und zum Teil auch des Mittleren Muschelkalks durch Verwitterung hervorgegangen sind und sich zu Schuttlehm- und Felsrendzina entwickelt haben. Dieser flachgründige Bodentyp verfügt nur über eine sehr geringe Wasserspeicherfähigkeit und zeigt eine starke Austrocknungstendenz. An den flacheren Oberhängen ist Kalkton-Rendzina verbreitet und an den unteren Hängen verwitterte der Mittlere Muschelkalk zu einem lehmigen Boden mit wechselndem, zum Teil hohen Steingehalt, in dem sich Berglehm-Rendzina entwickelte.

## Klima
Das FFH-Gebiet befindet sich in einer Zone, wo sich feuchte atlantische und trockene kontinentale Einflüsse etwa die Waage halten. Es wird dem Thüringer Klimabereich „Zentrale Mittelgebirge und Harz“ zugeordnet. In dieser Region wird das Klima, bezogen auf ganz Thüringen, als verhältnismäßig kühl und besonders bei West- und Nordwestwetterlagen als feucht charakterisiert. Die mittlere Jahrestemperatur beträgt 5,6 bis 9,2 Grad Celsius und die Jahressumme der Niederschläge liegt bei 453 bis 1.059 mm. In freien Lagen ist Westsüdwest die überwiegend vorherrschende Windrichtung.
Zu den Besonderheiten in diesem Teil des Werratals gehören die großen kleinklimatischen Unterschiede an der Bodenoberfläche mit starken täglichen und jährlichen Temperaturschwankungen zwischen den nord- und südexponierten Hängen. So sind die nach Süden ausgerichteten Lagen der Steilhänge extrem trockenen Bedingungen mit hoher Sonneneinstrahlung ausgesetzt, während sich die nördlichen bewaldeten Seiten der Hänge und die schluchtartigen Einschnitte durch ein luftfeuchtes, kühleres Klima auszeichnen.

## Historische Nutzung
Der Bereich der Steilhänge im FFH-Gebiet konnte wegen der extremen Bewirtschaftungserschwernisse kaum landwirtschaftlich bearbeitet werden. Die wenigen nutzbaren Flächen liegen überwiegend auf dem Plateau der Ebenauer Köpfe. Sie wurden entweder mit Schafen und Ziegen beweidet oder wurden zur Heugewinnung genutzt. An den Unterhängen der Köpfe befanden sich kleinere Obstgärten und Rebanlagen, von denen sich noch stellenweise Relikte der Weinbergmauern erhalten haben.

### Steinbruch

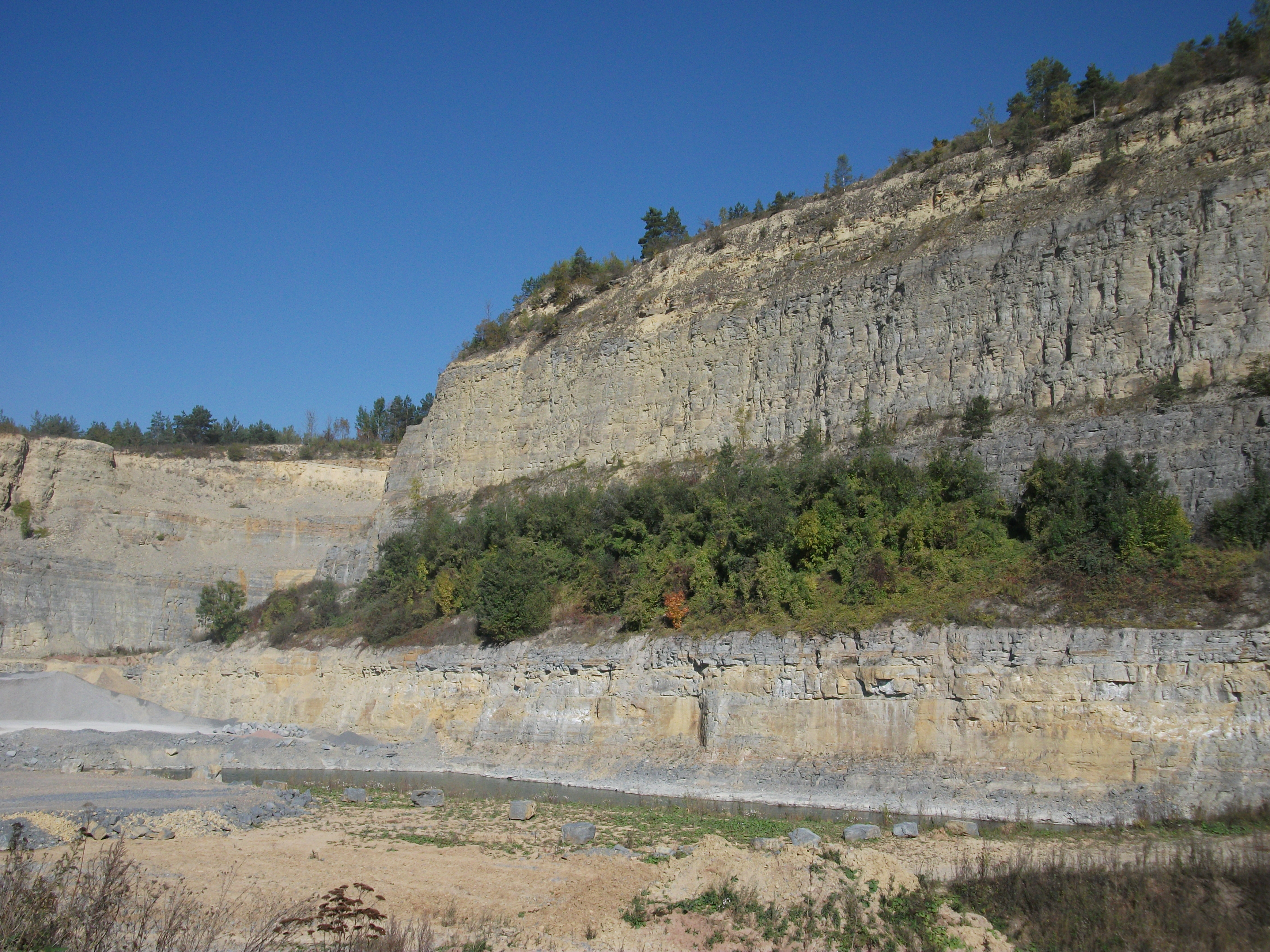
Der aufgelassene Steinbruch bei Buchenau.

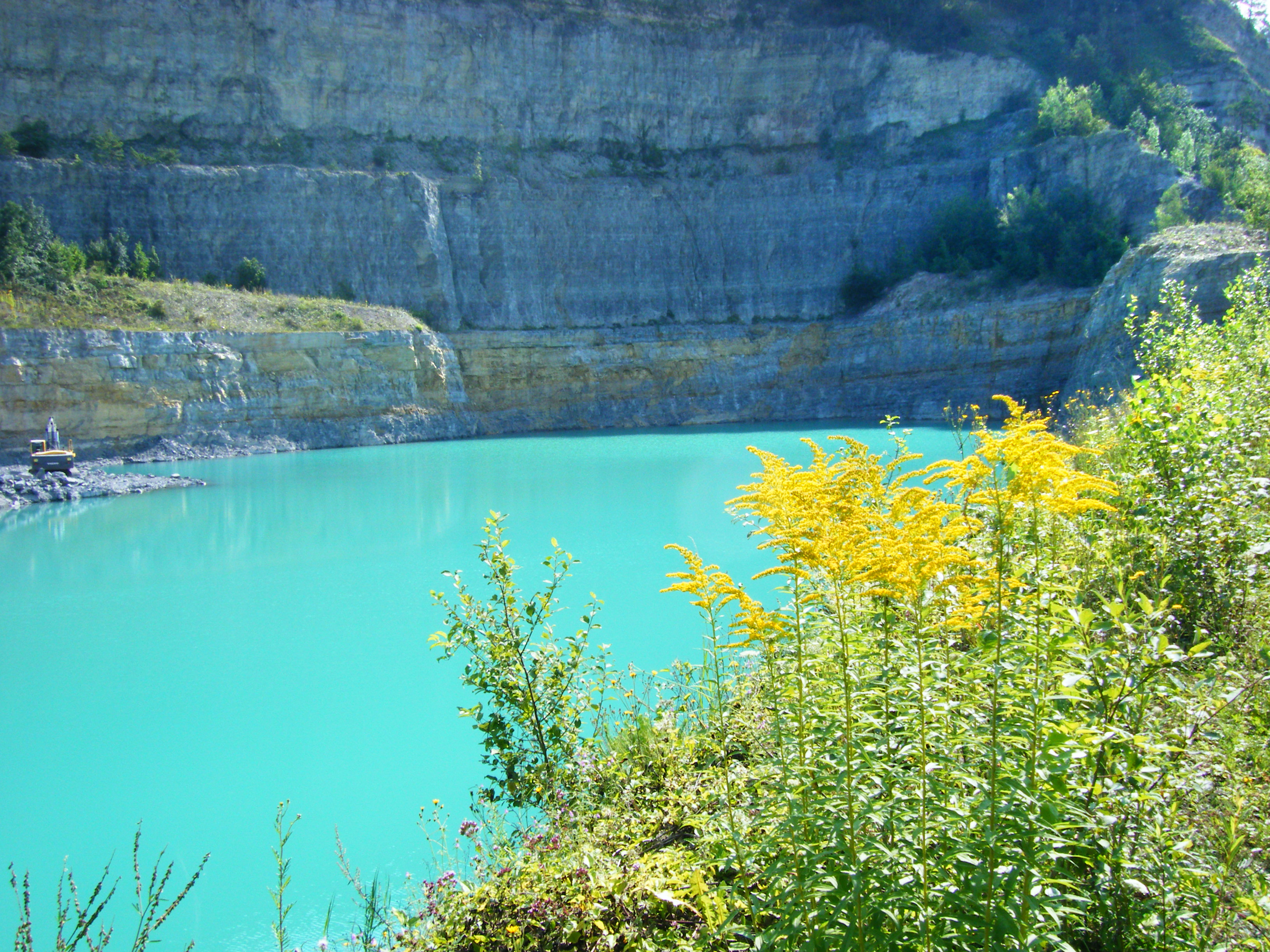
Die „Blaue Lagune“ im Steinbruch.

Im Jahre 1922 wurde in Buchenau eine Sodafabrik aufgebaut, die 1928 in den Besitz eines von dem belgischen Chemiker Ernest Solvay gegründeten Chemiekonzerns gelangte. Nach dem von Solvay entwickelten Verfahren wurde aus Kalk, Kochsalz und Ammoniak Soda hergestellt. Der Kalk wurde aus dem hohen, rund vierhundert Meter breiten Steinbruch am nördlichen Ende des Prallhangs der Nordmannssteine gewonnen; das Kochsalz auf der gegenüberliegenden Werraseite über Bohrungen mit Wasser aus unterirdischen Salzlagern herausgelöst. Die bei der Produktion anfallenden breiartigen salzigen Rückstände wurden in Absetzteiche gepumpt, von denen ein Teil auch im Naturschutzgebiet liegt. Auch Steinbruchabraum und Asche wurden hier verfüllt. 1968 stellte der Betrieb seine Produktion ein.
Die Auffüllungen in den Sickerteichen haben sich inzwischen verfestigt. Hier und auf den Abraumhalden des Steinbruches hat sich wieder Vegetation eingestellt. Die wegen ihrer Bodenzusammensetzung extremen Standorte tragen verschiedene gras- oder auch krautreiche Sukzessionsstadien, teilweise verbuscht mit Waldkiefern, Schlehen und Wacholder. Seit den 1990er Jahren wurde der Abbau von Kalkstein, jetzt für den Straßen- und Wegebau, fortgesetzt, bis Ende 2014 die Anlage geschlossen und renaturiert wurde. Die Sohle des Steinbruchs blieb nahezu ohne Bewuchs; Regen füllte sie mit einem Gewässer, das im volkstümlichen Sprachgebrauch „Blaue Lagune“ genannt wird. Hier kam es in der Vergangenheit trotz Betretungsverboten, Steinschlaggefahr und Untiefen wiederholt zu einer widerrechtlichen Nutzung durch Badegäste.

### Werratal-Eisenbahn

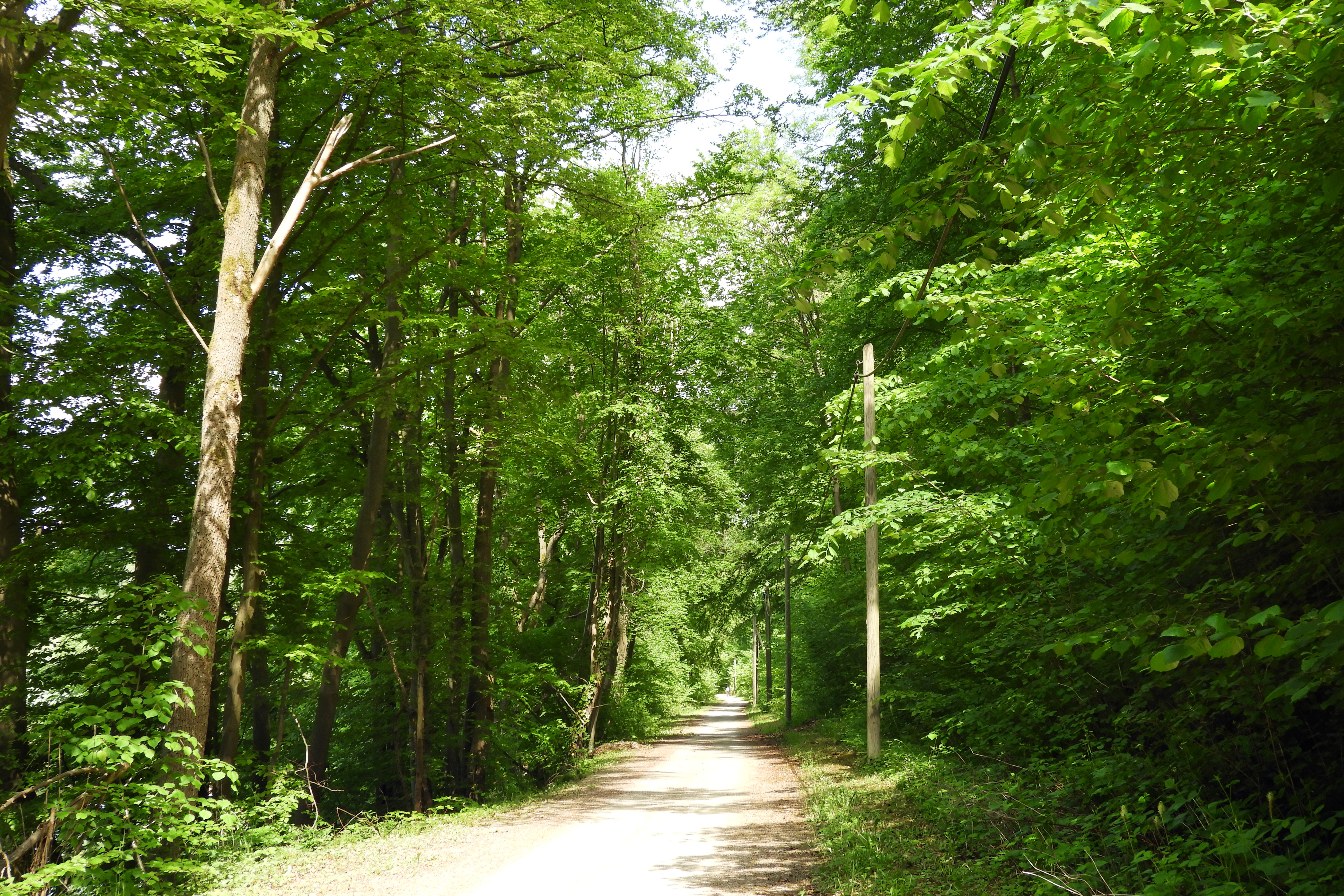
Die Trasse der ehemaligen „Werratalbahn“ am Hang des „Lienig“.

In dem Tal ist noch teilweise die Trasse der Bahn von Treffurt nach Wartha, einer Teilstrecke der früheren Eisenbahnverbindung zwischen Eschwege nach Eisenach, vorhanden. Um diese Bahnlinie in der Zeit um 1900 in dem Bereich des heutigen FFH-Gebiets zu bauen, bedurfte es damals eines Staatsvertrags zwischen dem Königreich Preußen, dem Großherzogtum Sachsen-Weimar-Eisenach und dem Herzogtum Sachsen-Gotha, durch deren Territorien der Abschnitt führte. Haltepunkte der Bahn im Bereich der Werratal-Hänge waren Mihla, Ebenau und Creuzburg. Später wurde der Haltepunkt in Ebenau aufgegeben, nachdem sich Buchenau zu einem Industriestandort entwickelt hatte und dort ein neuer Haltepunkt eingerichtet wurde.
Im letzten Kriegsjahr des Zweiten Weltkriegs, 1945, wurden die Werrabrücken der Bahnlinie von deutschen Truppen zerstört, nur die Sprengung der Werrabrücke bei Ebenau konnten Mitarbeiter des Sodawerkes in Buchenau verhindern. Mit der deutschen Teilung wurde der Verkehr auf der Strecke eingestellt, nur auf dem verbliebenen Abschnitt, von Mihla über Bahnhof Wartha nach Eisenach und zurück, fuhren Züge. Mit der Schließung des Sodawerkes in Buchenau und dem Rückbau der Gleisanlagen endete im Jahr 1968 der Bahnbetrieb.
Inzwischen wurden Teile der Bahntrasse als Fahrradweg ausgebaut und auf die Pfeiler, der in den 1980er Jahren gesprengten und demontierten Brücke bei Ebenau, wurde im Jahr 2016 die Stahlkonstruktion einer für Radfahrer und Fußgänger konzipierten Brücke aufgelegt. Dieser Bereich entlang der Hänge wird als einer der attraktivsten Abschnitte des Werratal-Radwegs angesehen.

## FFH-Lebensräume
Mit der im Jahr 1992 von den damaligen Mitgliedstaaten der Europäischen Union einstimmig verabschiedeten Fauna-Flora-Habitat-Richtlinie, sollten wildlebende Arten und ihre Lebensräume gesichert und geschützt werden. Um die Vielfalt an Lebensräumen in Europa zu erhalten und sie länderübergreifend zu vernetzen, wurden natürliche und naturnahe Lebensraumtypen, die als von gemeinschaftlichem Interesse gelten, definiert. Sie sind im Anhang I der FFH-Richtlinie aufgeführt. Mit dem Standarddatenbogen für besondere Schutzgebiete meldete Thüringen zwölf dieser Lebensraumtypen, die an den „Creuzburger Werratal-Hängen“ nachgewiesen werden konnten, der EU für das Schutzgebietsnetz Natura 2000.
In den Fachbeiträgen für die Offenlandanteile sowie für die Waldflächen zum Managementplan werden die vorkommenden Lebensraumtypen, differenziert nach prioritären (*) und nicht prioritären Ausprägungen, aufgelistet. Flächenmäßig den größten Anteil nehmen die vier Lebensraumtypen der Wälder ein, die 119 Hektar bedecken und sich aus Buchen- und Edellaubmischwäldern zusammensetzen. Die acht Lebensraumtypen des Offenlandes liegen auf den Muschelkalksteilhängen der „Ebenauer Köpfe“ und der „Nordmannssteine“ sowie auf dem Plateau nordwestlich der „Ebenauer Köpfe“. Sie besitzen rund 18 Hektar der Gebietsfläche, was einem Anteil von zwölf Prozent an der Gesamtfläche entspricht.
| EU-Code  | Lebensraumtyp                                                                         | Fläche   | Anzahl | Erhaltungszustand |
| -------- | ------------------------------------------------------------------------------------- | -------- | ------ | ----------------- |
| 5130     | Wacholderheiden                                                                       | 1,343 ha | 3      | B                 |
| 6110 (*) | Kalk- oder basenhaltige Felsen mit Kalk-Pionierrasen                                  | 0,067 ha | 3      | B                 |
| 6210     | Trespen-Schwingel-Kalk-Trockenrasen                                                   | 5,725 ha | 11     | B                 |
| 6210 (*) | Trespen-Schwingel-Kalk-Trockenrasen, besondere Bestände mit bemerkenswerten Orchideen | 6,260 ha | 2      | B                 |
| 6510     | Extensive Mähwiesen des Flach- und Hügellandes                                        | 1,940 ha | 3      | C                 |
| 7220 (*) | Kalktuffquellen                                                                       | 0,006 ha | 1      | A                 |
| 8210     | Kalkfelsen und ihre Felsspaltenvegetation                                             | 2,659 ha | 13     | A                 |
| 8310     | Nicht touristisch erschlossene Höhlen                                                 | 0,001 ha | 3      | A                 |
| 9130     | Waldmeister-Buchenwald                                                                | 46,62 ha | 6      | B                 |
| 9150     | Mitteleuropäischer Orchideen-Kalk-Buchenwald                                          | 0,39 ha  | 1      | B                 |
| 9170     | Labkraut-Eichen-Hainbuchenwald                                                        | 0,59 ha  | 1      | B                 |
| 9180 (*) | Schlucht- und Hangmischwälder                                                         | 4, 0 ha  | 2      | B                 |

## Vegetation

### Wälder
In dem FFH-Gebiet liegen Waldbiotope mit einem Umfang von insgesamt 119 Hektar. An ihnen haben mit 37 Prozent Laubmischwälder den größten Anteil. Auf rund 20 Prozent der Flächen kommen Nadelwald-Reinbestände und auf etwa 18 Prozent Laubwald-Reinbestände vor. Mischbestände mit Laubhölzern und Nadelbäumen sind auf mehr als 25 Prozent der Flächen vorhanden. Den größten Flächenanteil an den Wäldern hat mit 49 Prozent der Staatswald des Landes. Die andere Hälfte ist Körperschaftswald oder im Privatbesitz.
Von den Teilbereichen, setzt sich das Vegetationsinventar des „Lienig“ ausschließlich aus Buchen- und Edellaubmischwäldern zusammensetzen. An seinem Ober- und Mittelhang hat sich ein Waldgersten-Buchenwald, mit der Rotbuche als dominierender Baumart entwickelt. Nach den Hangmulden und zum Unterhang hin geht er mit dem zunehmenden Anteil an Edellaubbaumarten in einen Eschen-Ahorn-Schlucht- und Schatthangwald über. Am Lienig ist die forstliche Bewirtschaftung auf eine natürliche Verjüngung der Bestände, bei gleichzeitiger Förderung des Totholzanteils, ausgerichtet.
Auch die Vegetation im „Klosterholz“ umfasst Buchenwaldgesellschaften mit einer hohen Vitalität der Rotbuche. Flächenmäßig den größten Anteil nimmt ein Waldgersten-Buchenwald ein, der an den kühlen und schattigen Unterhängen in eine Ausbildung mit Wald-Bingelkraut und Bärlauch übergeht. Auf den Oberhang- und Plateaustandorten ist ein Waldmeister-Buchenwald vorhanden und an flachgründigen Hangbereichen sind Übergänge zum Orchideen-Buchenwald ausgebildet. An den „Nordmannssteinen“ bestocken Waldkiefern und Fichten die Bereiche um die Felskanzeln. Die hier ehemals vorhandenen Halbtrockenrasen wurden bereits zu Beginn des 20. Jahrhunderts mit Nadelgehölzen aufgeforstet, die inzwischen bereits stark mit Laubbäumen durchsetzt sind. Stellenweise ist auch ein Pionierwald mit Eschen, Bergahorn, Hänge-Birken und Vogel-Kirschen entstanden. An den geröllreichen Unterhängen der Nordmannssteine zur Werra hin, haben sich in einem schmalen Streifen Laubholzbestände zu einem Schatthangwald mit einer reichen Geophytenflora entwickelt. In diesem Teilbereich weisen fast alle Waldbestände, bis auf die Pionierwälder, einen hohen Totholzanteil und einzelne dominante Altbäume auf. An der östlichen Grenze der Nordmannssteine entstand, als Waldmantel gegen die offene Feldflur, ein teilweise mehrere Meter breites Gebüsch mit Liguster, Holunder und Schlehdorn. Für den Wacholder und die Eibe, die auf den steilen, trockenen Felsrippen des Klosterholzes noch mit einer größeren Anzahl vorkommt, stellt das Schutzgebiet ein Genreservoir dar.
In den bewaldeten Bereichen der „Ebenauer Köpfe“ wächst ein lichter Fiederzwenken-Kiefernforst, der teilweise eine dichte Strauchschicht besitzt.

### Offenlandlebensräume

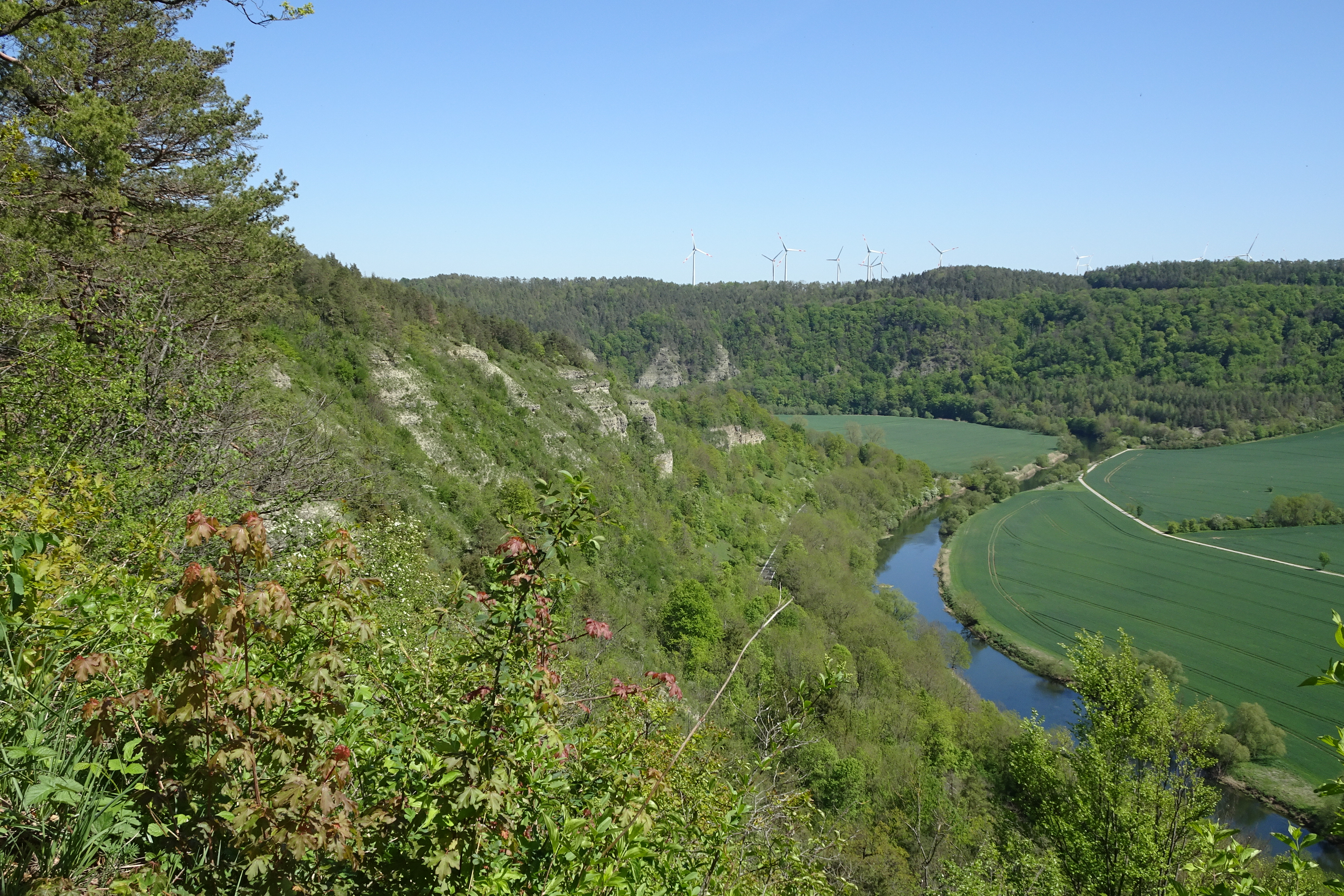
Die offenen Bereiche an den Steilhängen der „Ebenauer Köpfe“ gehören zu den Standorten der orchideenreichen Kalkmagerrasen.

In dem überwiegend bewaldeten FFH-Gebiet liegen die Lebensräume des Offenlands als eng verwobene Komplexe im Bereich der Muschelkalksteilhänge der „Nordmannssteine“ und der „Ebenauer Köpfe“. Die hier vorhandenen Kalk-Pionierrasen und Kalk-Trockenrasen, mit teilweise prioritären Ausprägungen, werden aus naturschutzfachlicher Sicht als besonders wertvoll betrachtet. Weil deren flachgründige Böden an den überwiegend steilen Hanglagen ungeeignet für einen fruchtbaren Ackerbau waren, dienten die Flächen der Beweidung mit Schafen und Ziegen und seltener auch als Wiesen zur Heugewinnung. Der Biomasseentzug durch die Beweidung und Mahd, ohne nachfolgende Düngung, führte auf diesen Standorten zu einer Verminderung des Nährstoffgehalts. Mit der Aushagerung haben sich Magerrasen ausgebildet, die dem Lebensraumtyp 6210 zuordnet werden.
Dieser Lebensraumtyp umfasst natürlich entstandene Kalk-Trockenrasen auf waldfreien Standorten sowie Halbtrockenrasen, die sekundär, aus extensiver Beweidung und Mahd, hervorgegangen sind. Ihre Vegetation ist auf wärmebegünstigte, kalkreiche Böden spezialisiert, der stark basisch verwittert ist. Auf den Steilhängen der Nordmannssteine dominieren Blaugras, Erd-Segge, Astlose Graslilie und Hirschwurz die Pflanzenwelt. Als Besonderheit tritt der im westlichen Thüringen seltene Edel-Gamander und an einer Stelle, an seinem westlichsten Thüringer Fundort, das Echte Federgras auf. Aus der Vegetation der Halbtrockenrasen der Ebenauer Köpfe ragt die Fieder-Zwenke heraus. Sie wird oft von Blaugrüner Segge, Schaf-Schwingel, Echtem Wiesenhafer und Großem Schillergras begleitet. Gefährdet werden die Magerrasen durch die Aufgabe der früheren Nutzung und durch Nährstoffeinträge aus der angrenzenden Intensivlandwirtschaft. Dadurch kommt es zu einer teilweise starken Verbuschung, so dass sich bereits viele Flächen in Sukzession zum Trockenwald befinden.
Die Trockenrasen sowie die Kalkfelsen mit ihrer Pioniervegetation sind von großer floristischer Bedeutung. Zahlreiche gefährdete Arten, wie Astlose Graslilie und Küchenschelle, sind hier zu Hause. Mit den trockenen Waldstandorten wurden bisher in den verschiedenen Lebensräumen des Schutzgebiets zwanzig Orchideenarten erfasst. Neben den großen Beständen des Helm- und Purpur-Knabenkrautes kommen Braunrote Stendelwurz, Fliegen-Ragwurz und die Kleine Spinnen-Ragwurz, die hier ihr einziges natürliches Vorkommen in Thüringen hat, vor. Zu den nachgewiesenen, besonders wertgebende Arten gehören auch Frauenschuh, Fuchssches Knabenkraut, Bienen-Ragwurz, Stattliches Knabenkraut und Grünliche Waldhyazinthe.

### Moose und Flechten
In dem aus wissenschaftlicher Sicht bryologisch bedeutenden Gebiet um die Nordmannssteine und Ebenauer Köpfe konnten bisher 180 Moosarten und 46 Moosgesellschaften nachgewiesen werden. Zu den selteneren Arten gehören Kugelfrucht-Kissenmoos (Grimmia orbicularis), Echtes Aloemoos (Aloina aloides), Sparriges Seitenfruchtmoos (Pleurochaete squarrosa), Stumpfliches Pottmoos (Pottia mutica), Rasiges Pottmoos (Pottia caespitosa) und Herzblättriges Doppelzahnmoos (Didymodon cordatus), die auf den besonnten Teilen der Felsbildungen wachsen. Zu der bemerkenswerten xerothermen Moosvegetation an den Kalkfelsbänken der Ebenauer Köpfe gehört die äußerst seltene Gesellschaft des Kreisförmigen Kissenmooses (Grimmietum orbicularis). In diesem Bereich liegt das einzige Vorkommen des Hohlblättrigen Schlafmooses (Hypnum vaucheri) in Westthüringen.

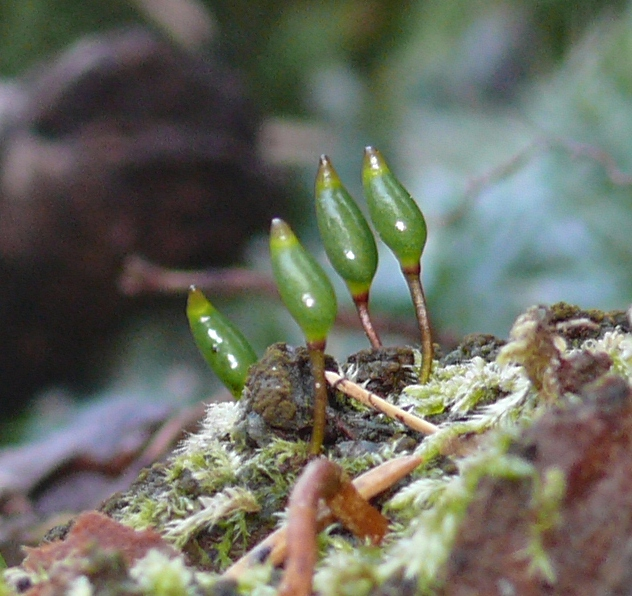
Ohne seine ausgebildeten Sporenkapseln ist das Grüne Koboldmoos kaum auffindbar.

Bei Begehungen im Rahmen der Biotopkartierung für den Managementplan wurde das winzige, akrokarpe (gipfelfrüchtige) Grüne Koboldmoos (Buxbaumia viridis) in den Wäldern von „Klosterholz und Nordmannssteinen“ gefunden. Bis zum Jahr 2007 galt die Art in Thüringen als verschollen. Das auf morschen Baumstümpfen und fauligem Totholz wachsende Laubmoos ist im Anhang II der Fauna-Flora-Habitat-Richtlinie gelistet und zählt zu den Arten von gemeinschaftlichem Interesse, für die im Natura-2000-Netz besondere Schutzgebiete eingerichtet werden müssen.
Charakteristisch für die Kalkfelsen der Werrahänge ist der artenreiche Bewuchs mit Flechten. Eine Erfassung der Flechtenflora erbrachte Nachweise für rund 50 Flechten und 3 flechtenbewohnende Pilze. Zu den lichenologisch wertvollsten Bereichen gehören die steilen Felsen der Nordmannssteine. Hier konnten viele direkt auf Muschelkalk wachsende Arten, darunter Zweifarbiger Schönfleck (Caloplaca cirrochroa) und Hepps Schönfleck (Caloplaca flavescens) festgestellt werden. Mit der Kleinen Lederflechte (Endocarpon pusillum), Schuppigen Erdblättchen ( Placidium squamulosum) und Blaugrauer Blasenkruste sind Arten aus der sogenannten „bunten Erdflechtengesellschaft“ vorhanden. An den Ebenauer Köpfen sind die auf Muschelkalk wachsenden Zweifarbiger Schönfleck (Caloplaca cirrochroa) und Weißliches Felsenschüppchen (Solenopsora candicans) sowie die Erdflechte Gefleckte Blasenkruste (Toninia physaroides) von vegetationskundlicher Bedeutung. Hier kommt auch mit großen Beständen Cladonia furcata mit ihrer an Kalkböden gebundenen Art subrangiformis (Rentier-Säulenflechte) vor.

## Fauna
Unter den beobachteten Vögeln kommen neben den typischen und weit verbreiteten Arten auch Arten vor, die im Anhang I der Vogelschutzrichtlinie der EU gelistet sind und für deren Schutz besondere Maßnahmen ergriffen werden müssen. Zu den schutzbedürftigen Vögeln, die im FFH-Gebiet gesehen wurden, gehören Neuntöter, Trauerschnäpper, Rebhuhn, Schwarz- und Grauspecht, Rotmilan und Wanderfalke sowie der Uhu, für den die Felspartien als ein ideales Bruthabitat gelten.
Vor allem als Lebensraum und Nahrungsgebiet für die Vorkommen von Fledermäusen und seltener Insektenarten sind die Felsfluren von großer Bedeutung.

### Fledermäuse
Mit dem Großen Mausohr und der Kleinen Hufeisennase leben zwei streng geschützte Fledermausarten im Gebiet. Sie gehören zu den in Anhang II der FFH-Richtlinie aufgeführten Gattungen, die als Arten von gemeinschaftlichem Interesse gelten und für die besondere Schutzgebiete ausgewiesen werden müssen.
Das Große Mausohr ist die größte einheimische Fledermaus und eine der in Thüringen am weitesten verbreiteten Arten. Sie kommt noch in fast allen wärmebegünstigten und strukturreichen Naturräumen vor und hat hier bundesweit einen ihrer größten Bestände. Das Vorkommen der Kleinen Hufeisennase im Gebiet war lange nicht bekannt und wurde daher nicht im Standarddatenbogen aufgeführt. Erst Mitte der 2000er Jahre wurde ein Wochenstubenquartier in einer der natürlichen Höhlen, die sich in den Felswänden der Ebenauer Köpfe befinden, entdeckt. Die kleinste europäische Hufeisennasenart, durch ihren auffälligen Nasenaufsatz unverkennbar, ist sehr selten und durch Veränderungen ihres Lebensraumes gefährdet. Thüringen beherbergt mit rund zweitausend Tieren die weitaus größten Populationen in Deutschland, weshalb dem regionalen Naturschutz die wesentliche Aufgabe des Bestandserhalts zukommt. Mit dem vorrangig in Wäldern lebenden Großen Abendsegler wurde an den Hängen eine weitere Art gesehen, die wie alle in Deutschland vorkommenden Fledermäuse auf der Roten Liste steht, weil sie teilweise vom Aussterben bedroht sind.

### Schmetterlinge und andere Insekten
Bei den Untersuchungen im Rahmen der Schutzwürdigkeitsgutachten für die Naturschutzgebiete wurden Anfang der 1990er Jahre mehr als dreißig Tagfalterarten beobachtet, darunter Märzveilchen- und Hainveilchen-Perlmuttfalter, Waldteufel, Wachtelweizen-Scheckenfalter, Perlbinde, Kommafalter, Rostbinde Quendel-Ameisenbläuling und Kreuzdorn-Zipfelfalter, die nach der aktuellen Roten Liste der Tagfalter Thüringens als gefährdet oder stark gefährdet gelten.
Von dem, im Standarddatenbogen als wertgebende Art genannten Goldenen Scheckenfalter, konnten während der Kartierungen im Jahr 2016 keine Individuen oder Raupengespinste nachgewiesen werden. Die Populationsgrößen waren in der Vergangenheit ohnehin eher gering, die letzten sicheren Nachweise datieren aus dem Jahre 2004. Der insgesamt gute Zustand des Lebensraums im FFH-Gebiet, in Verbindung mit der vergleichsweise geringen Entfernung zu einem der Thüringer Hauptvorkommen des Goldenen Scheckenfalters im Hainich, rechtfertigte die Einrichtung einer Habitatentwicklungsfläche.
In den Jahren von 1979 bis 2000 sind über einhundert verschiedene Eulenfalter, unter ihnen die vom Aussterben bedrohte Perlen-Erdeule und die stark gefährdeten Kleine Flechteneule, Graslilien-Zwiebeleule und Felsbuschhalden-Graueule sowie über einhundert Spanner und rund fünfzig Arten von Spinnern und Schwärmern gefunden worden.
Eine Bestandsaufnahme der Kleinschmetterlinge Anfang der 2000er Jahre erbrachte rund dreißig Artnachweise, darunter waren fünf Zünsler-Arten, die erstmals in Thüringen festgestellt wurden. Die Funde von mehreren Heuschreckenarten, unter ihnen Rotflügelige Schnarrschrecke, Waldgrille und Rote Keulenschrecke sowie der Bergzikade und des Bockkäfers lassen vermuten, dass weitere besondere Arten anderer Insektengruppen hier leben.

## Unterschutzstellung

### Fauna-Flora-Habitat-Gebiet
Im Rahmen der Fauna-Flora-Habitat-Richtlinie wurden im September 2000 die Creuzburger Werratal-Hänge von dem Thüringer Umweltministerium für das europäische Schutzgebietssystem „Natura 2000“ vorgeschlagen und über das Bundesumweltministerium an die EU-Kommission gemeldet. Die Fauna-Flora-Habitatrichtlinie der Europäischen Gemeinschaft, die seit dem 5. Juni 1992 in Kraft ist und seit dem 1. Januar 2007 in konsolidierter Fassung vorliegt, hat die Sicherung der Artenvielfalt durch die Erhaltung der natürlichen Lebensräume sowie der wild lebenden Tiere und Pflanzen im europäischen Gebiet der Mitgliedstaaten zum Ziel. Nach der Bestätigung der Aufnahme in das ökologische Netzwerk forderte die EU, neben dem Gebietsmanagement und dem damit verbundenen Monitoring, eine förmliche Schutzerklärung, die mit der „Thüringer Natura 2000-Erhaltungsziele-Verordnung“ vom 29. Mai 2008 erfolgte. Als übergreifende Schutzzwecke für die Muschelkalksteilhänge wurden in der Verordnung die Erhaltung oder gegebenenfalls die Wiederherstellung der Kalk-Trockenrasen, der Kalkfelsen und Felsfluren sowie der arten- und strukturreichen Laubmischwälder mit Standorten des Frauenschuhs festgesetzt.
Das dreiteilige FFH-Gebiet mit einer Größe von 147 Hektar hat in Thüringen die Nummer 35, die europäische Gebietsnummer 4927-303 und den WDPA-Code 555520295.

### Naturschutzgebiete

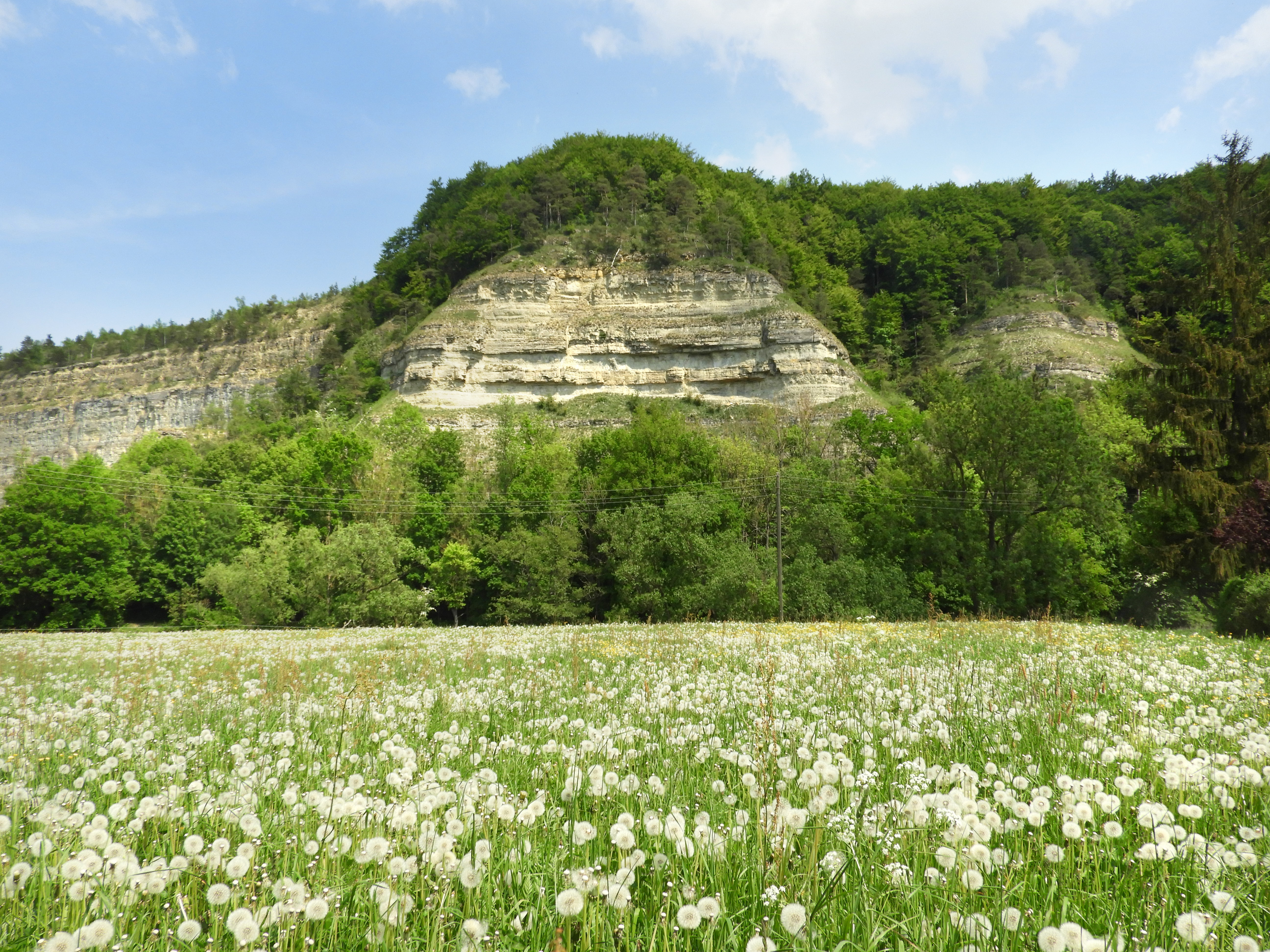
Blick von Ebenau auf einen der Nordmannssteine.

- „Lienig“

Mit der Anordnung Nr. 1 vom 30. März 1961 über Naturschutzgebiete, die das Landwirtschaftsministerium der DDR erlassen hatte, wurden eine große Anzahl der bisher nur einstweilig sichergestellten Gebiete endgültig unter Schutz gestellt. Der Lienig gehörte zu den überwiegend kleinflächigen, waldbestandenen Bereichen, die die Auswahlkriterien erfüllten. Mit der Ministeranordnung sollten unter Berücksichtigung aller Landschafts- und Standortformen Thüringens die gesamte Naturausstattung in ihrer Formenvielfalt in Ausschnitten geschützt werden. Schutzziel für den Lienig war die Erhaltung seines baumartenreichen Laubwaldbestandes und seiner relativ seltenen karstmorphologischen Bildungen. Das Naturschutzgebiet „Lienig“ hat eine Größe von 22,95 Hektar, die thüringeninterne Kennung 025 und den WDPA-Code 164451.
- „Klosterholz und Nordmannssteine“

Schutzzweck für diesen Bereich war bei der endgültigen Unterschutzstellung im Mai 1995 die Erhaltung eines typischen Vegetationsmosaiks mit seinem Arteninventar auf Muschelkalk. Rund 33 Hektar der Teilfläche „Klosterholz“ waren zuvor bereits seit Mai 1961 unter Schutz gestellt worden. Im Jahr 1995 wurde die Schutzgebietsfläche auf knapp 140 Hektar erweitert. Der damals noch bestehende Kalksteinbruch Buchenau war darin aufgenommen. Nach der Beendigung des Abbaus und der festgelegten Renaturierungsmaßnahmen wurde der Steinbruch aus der Bergaufsicht entlassen und die räumlich und zeitlich begrenzten Ausnahmeregelungen aufgehoben. In Folge einer Überprüfung der Abgrenzungen und Änderungen bei den Schutzgebietsgrenzen umfasst das Naturschutzgebiet nunmehr eine Fläche von 119,2 Hektar. Das Naturschutzgebiet den WDPA-Code den WDPA-Code 164450 und die thüringische Nummer 024.
- „Ebenauer Köpfe und Wisch“

Nach einer einstweiligen Sicherstellung in den Jahren von 1990 bis 1995 wurden die Ebenauer Köpfe mit Verordnung vom 12. April 1996 des Thüringer Landesverwaltungsamtes zum Naturschutzgebiet erklärt. Mit der Ausweisung sollte ein 45,7 Hektar großer Komplex von Trockenbiotopen erhalten werden, der zum Lebensraum seltener Pflanzen und Tiere geworden ist. Besonders die Populationen von Orchideen, Fledermäusen und Insekten werden auch bundesweit als bedeutsam angesehen. Im November 2016 wurde ein Verordnungsentwurf zur Erweiterung des Naturschutzgebiets aufgestellt. Die Hänge der Flurbereiche „Wisch“ und „Hahn“ sollten das Schutzgebiet ergänzen. Nach einer Phase der Abwägung von Einwänden wurde mit Verordnung vom 13. November 2017 die Schutzgebietsfläche auf 79,7 Hektar vergrößert und in Naturschutzgebiet „Ebenauer Köpfe und Wisch“ umbenannt. Die neuausgewiesene Fläche liegt außerhalb des FFH-Gebiets. Das Schutzgebiet hat die landesinterne Kennung 64 und den WDPA-Code 162830.

### Vorranggebiete im Regionalplan Südwestthüringen
Mit einer landesplanerischen Raumkategorisierung sollen in Thüringen ländliche Teilräume mit Entwicklungspotenzial gefördert und ihre Infrastruktur verbessert werden. Das FFH-Gebiet gehört mit seinen beiden östlich liegenden Teilgebieten „Klosterholz und Nordmannssteine“ und „Lienig“ zum Vorranggebiet Freiraumsicherung mit dem Namen „Nordmannssteine / Südwesthänge des Mihlberges“ und mit den westlichen „Ebenauer Köpfen“ zum Vorranggebiet Freiraumsicherung „Muschelkalksteilhänge des mittleren Werraberglandes“. In diesen Vorranggebieten sollen die Naturgüter Boden, Wald, Wasser, Klima, Flora und Fauna sowie das Landschaftsbild gesichert und entwickelt werden. „Andere raumbedeutsame Nutzungen sind in diesen Gebieten ausgeschlossen, soweit diese mit der vorrangigen Funktion nicht vereinbar sind.“
Ein Bereich des FFH-Gebiets, unterhalb von Klosterholz und Nordmannssteinen, ist zudem als Vorranggebiet für den Hochwasserschutz ausgewiesen. Dieses Gebiet ist für die Sicherung von Überschwemmungsbereichen zum vorbeugenden Hochwasserschutz vorgesehen. Auch zwei Vorranggebiete „Landwirtschaftliche Bodennutzung“, die einer nachhaltigen Entwicklung der Landbewirtschaftung und dem Erhalt der gewachsenen Kulturlandschaft dienen sollen, grenzen unmittelbar an das FFH-Gebiet.

### Naturpark Eichsfeld-Hainich-Werratal
Das FFH-Gebiet liegt vollständig im Naturpark Eichsfeld-Hainich-Werratal, der sich im Wartburgkreis, Unstrut-Hainich-Kreis und Landkreis Eichsfeld, mit einer Höhenlage zwischen 144 m und 543 m entlang der Ländergrenze zu Hessen erstreckt. Der 858 km² große Naturpark wurde im Jahr 1990 im Rahmen des Nationalparkprogramms der DDR einstweilig gesichert und im Jahr 2011 endgültig ausgewiesen.

## Touristische Angebote
Das Werratal, um die „regional bedeutsamen Tourismusorte“ Creuzburg und Mihla, wurde wegen seiner kulturhistorischen Besonderheiten und der landschaftlichen Attraktivität im Landesentwicklungsplan für Südwestthüringen als einer der Räume mit besonderer Bedeutung für Tourismus und Erholung ausgewiesen und soll bei der weiteren Entwicklung seiner Infrastruktur nachhaltig gestärkt werden. In diesem Bereich werden mehrere Tageswanderungen und Themenwege für Ausflügler sowie Fernwanderwege und Pilgerwege für Aktivurlauber angeboten.

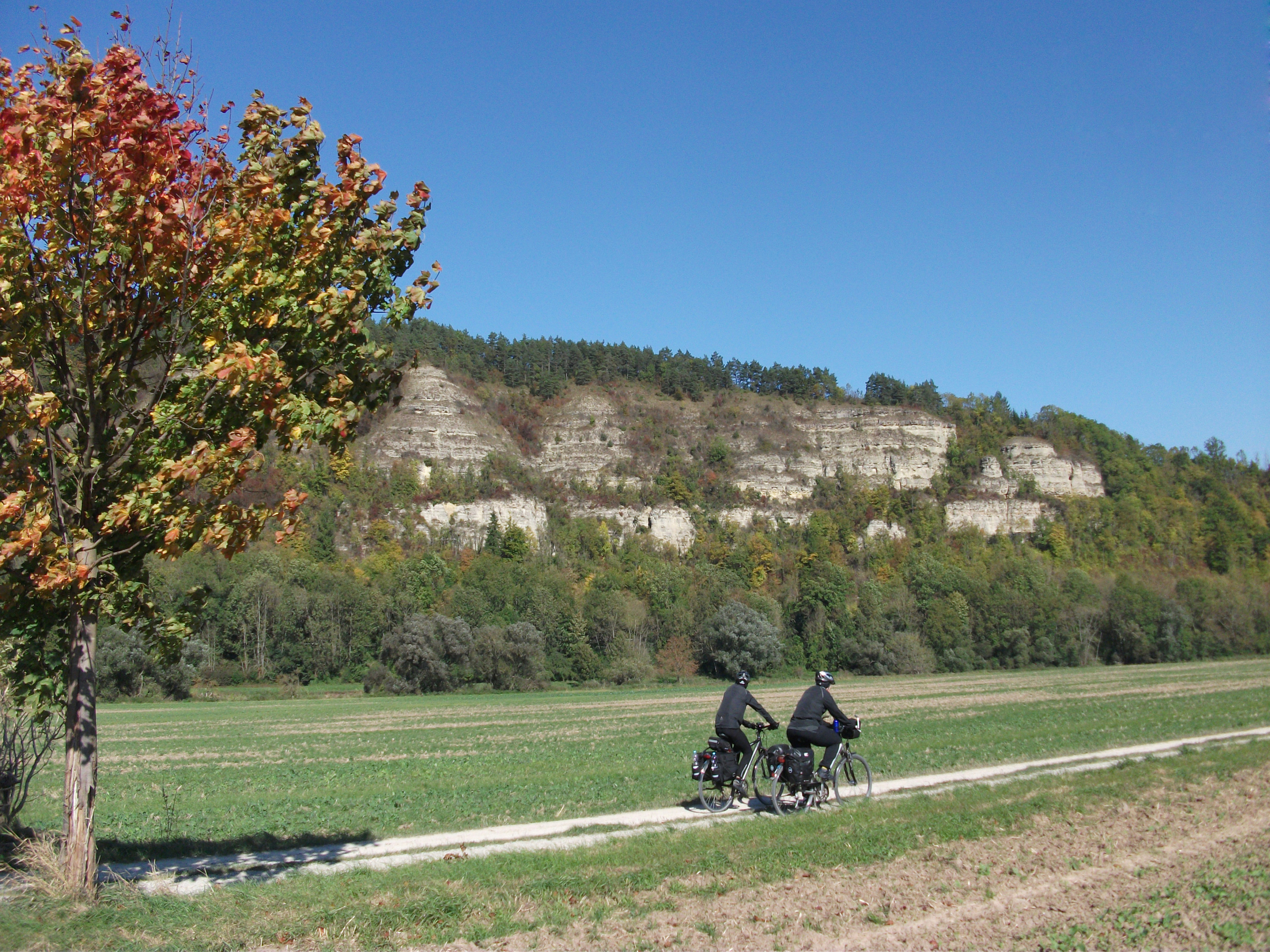
Die rechtsseitige Variante des Werratalradwegs im Bereich der „Ebenauer Köpfe“ bei Creuzburg.

- Durch das Schutzgebiet der „Ebenauer Köpfe und Wisch“ führt der Naturlehrpfad „Muschelkalkhänge bei Creuzburg“ mit einem „L“ als Wegzeichen. An der rund vier Kilometer langen Strecke unterrichten mehrere Schautafeln über ökologische, geologische und naturkundliche Zusammenhänge sowie über Maßnahmen zur Erhaltung der Kulturlandschaft.
- Der „Hainichlandweg“, ein 126 Kilometer langer Rundwanderweg durch den Wartburgkreis und den Unstrut-Hainich-Kreis, mit einem roten Punkt in weißem Quadrat als Kennzeichen, verläuft auf seiner fünften Etappe von Scherbda oberhalb der „Ebenauer Köpfe“ über Creuzburg und entlang von „Klosterholz“, „Nordmannssteinen“ und „Lienig“ nach Mihla.
- In Creuzburg liegt die Gottesackerkirche inmitten eines alten Friedhofes oberhalb der Stadt. Sie beherbergt eine Schau zum Naturpark Eichsfeld-Hainich-Werratal. Die im Jahr 2017 neu eröffnete Ausstellung informiert über die landschaftlichen Besonderheiten sowie über die Arbeit und Aufgaben des Naturparks.
- Der Wassertourismus auf der Werra ist in den letzten Jahren immer beliebter geworden. Vor allem an den Wochenenden sind viele Schlauchboote, Kanus und Faltboote die Werra abwärts unterwegs. Neben Vereinen bieten auch mehrere Bootsverleiher in der Region ihre Leistungen an, bis hin zum Rücktransport der Boote.
- Der Werratal-Radweg, verläuft bis zu der neu gebauten Werrabrücke bei Buchenau auf zwei alternativen Trassen rechts und links der Werra und ermöglicht gute Blicke auf die Hänge.